# Liolaemus archeforus
Liolaemus archeforus este o specie de șopârle din genul Liolaemus, familia Tropiduridae, descrisă de Donoso-barros și Cei 1971. A fost clasificată de IUCN ca specie cu risc scăzut.

## Subspecii
Această specie cuprinde următoarele subspecii:
- L. a. gallardoi
- L. a. sarmientoi